# Shinyanga (stad)
Shinyanga is een stad in Tanzania en is de hoofdplaats van de regio Shinyanga.
In 2002 telde Shinyanga 92.918 inwoners.
Sinds 1956 is Shinyanga de zetel van een rooms-katholiek bisdom.